# 더 샤이어스
더 샤이어스(The Shires)는 잉글랜드의 컨트리 혼성 듀오이다. 2013년 결성되었으며, 구성원은 싱어송라이터 벤 얼(Ben Earle)과 싱어송라이터 크리시 로드(Crissie Rhodes)이다. 벤은 하트퍼드셔주, 크리시는 베드퍼드셔주 출신이다. 멤버 모두 영국 행정용어인 "Shire"가 들어간 지역 출신이며, 컨트리라는 미국적인 장르에 영국적 정체성을 보이기 위해 듀오명을 "더 샤이어스"로 지었다.
2015년 데뷔 앨범 Brave를 발매되었으며, 앨범은 영국 음반 차트 10위권에 진입하여 해당 차트 10위권에 오른 최초의 영국 컨트리 음반이 되었다. 미국 컨트리 음악 협회으로부터 상을 받은 최초의 영국 아티스트이다.

## 음반 목록
- Brave (2015)
- My Universe (2016)
- Accidentally on Purpose (2018)